# The Corporate Ministry
La Corporate Ministry è stata stable di wrestling attiva nella World Wrestling Federation nel 1999, formata dai membri della Corporation e della Ministry of Darkness.

## Storia
Per tutto il 1999, The Undertaker e il suo Ministry of Darkness iniziò una faida con Mr. McMahon, proprietario della WWF, cercando di prendere il controllo della federazione. Il Corporate Ministry nacque nell'episodio pilota di SmackDown del 29 aprile, quando Undertaker, leader del Ministry of Darkness, si alleò con Shane McMahon, leader della Corporation. I due gruppi si unirono per combattere contro nemici comuni, ossia Steve Austin, The Rock e Mr. McMahon.
Durò fino alla fine del luglio di quell'anno, quando l'alleanza fra The Undertaker e i McMahon si dissolse e il primo formò un nuovo tag team con Big Show noto come "The Unholy Alliance".

## Membri

### Leader
- Mr. McMahon
- Shane McMahon
- The Undertaker

### Manager
- Paul Bearer

### Wrestler
- The Acolytes (Bradshaw e Faarooq)
- Big Bossman
- The Mean Street Posse (Joey Abs, Pete Gas e Rodney)
- Mideon
- Triple H
- Viscera
- Chyna

## Nel wrestling

### Musiche d'ingresso
- - "Corporate Ministry" di Peter Bursuker (1999)

## Titoli e riconoscimenti
- Pro Wrestling Illustrated
  - Feud of the Year (1999) – Mr. McMahon vs. Steve Austin
  - Rookie of the Year (1999) – Shane McMahon
- World Wrestling Federation
  - WWF Championship (1) – The Undertaker
  - WWF European Championship (2) – Shane McMahon (1), Mideon (1)
  - WWF Hardcore Championship (1) – Big Boss Man
  - WWF Tag Team Championship (2) – The Acolytes (2)
- Wrestling Observer Newsletter
  - Best Booker (1999) – Mr. McMahon
  - Best Non-Wrestler (1999) – Mr. McMahon
  - Feud of the Year (1999) – Mr. McMahon vs. Steve Austin